# Гаретовский, Василий Иванович
Василий Иванович Гаретовский (28 февраля [11 марта] 1828, Горетово, Рязанская губерния — 6 [18] февраля 1883) — протоиерей Русской православной церкви, ректор Рязанской духовной семинарии.

## Биография
Родился 28 февраля (11 марта) 1828 года в селе Гаретове Зарайского уезда (ныне — в Луховицком районе) в семье пономаря. В детстве он видел «факты положительной нищеты». Нищета угнетала его и в духовной школе: за неимением учебников он должен был списывать заданные уроки; с чаем он познакомился только в духовной академии.
Обучался в Рязанской духовной семинарии с 1842 по 1848 год. Затем поступил в Московскую духовную академию, в которой окончил курс в 1852 года со степенью магистра. Был аккуратен, практичен и необыкновенно трудоспособен. Ещё в школе никто не видел его без дела. Гаретовский, занимавшийся и ранее в Академии письмоводством, по окончании курса целый год занимался разбором архива Академического цензурного комитета; 27 июля 1853 года был рукоположён во священники и назначен настоятелем Благовещенского собора в Ряжске на протоиерейскую вакансию.
Отличаясь личной благотворительностью, Гаретовский умел «убеждать других к тому же». При вступлении в должность настоятеля Ряжского собора он нашел в соборной казне только 39 руб. 94 коп. и успел собрать капитал в 65000 руб., на который весной 1866 года начал строительство нового Благовещенского собора. Знавший с малолетства по «собственному тяжкому и болезненному опыту жалкий быт сельского бедного духовенства», перенесший в зрелых годах потерю всех своих детей, Гаретовский отличался особой сострадательностью к бедным и несчастным. Будучи приходским священником, он нередко полученное в одном доме раздавал в другом.
10 мая 1854 года он был назначен благочинным, а 15 мая 1861 года возведён в сан протоиерея. В 1857 году он был определён законоучителем Ряжского приходского училища, а с 1861 года в открытой при Ряжском уездном училище воскресной школе утверждён законоучителем с прохождением этой должности безвозмездно. С 14 мая того же года вступил в должность наставника открытой воскресно-праздничной школы для обучения нижних чинов Ряжской инвалидной команды истинам православной веры и христианской нравственности, с 13 октября - законоучитель в Юнкерской школе, открытой в Ряжске при квартире командира 1-го батальона Сибирского гренадерского Его Императорского Высочества Великого Князя Николая Николаевича Старшего полка. Эту должность проходил безвозмездно до мая 1862 года, когда школа была закрыта по случаю перехода батальона на квартиры в город Скопин. Он также основал женскую элементарную школу.
Был назначен 30 апреля 1859 года членом комитета по составлению церковно-исторического и статистического описания Рязанской епархии и стал одним из основателей краеведения Ряжской земли. Им была составлен книга «Историческая и статистическая записка о городе Ряжске и его Благовещенском Соборе», опубликованная в нескольких номерах «Прибавлений к Рязанским епархиальным ведомостям» за 1876 год с названием «Город Ряжск и его соборный Благовещенский храм».
С 26 февраля 1868 года Гаретовский стал ректором Рязанской духовной семинарии с сохранением протоиерейского места при Ряжском соборе «до окончания ректорской должности».
Бедные семинаристы были предметом особых его попечений: он учредил при семинарии попечительство о бедных воспитанниках и ссудную кассу для семинаристов, а также достиг увеличения числа казённокоштных воспитанников. Он успел собрать капитал в 20000 руб. для попечительства о бедных воспитанниках семинарии. Заново отстроил семинарию и обновил семинарскую церковь.
Впоследствии деятельность его была самая разносторонняя. Кроме исполнения прямых обязанностей настоятеля собора, благочинного и ректора, Гаретовский занимался самыми разнообразными делами, отчасти по приказанию начальства, отчасти по доброй воле: он участвовал во всех епархиальных комиссиях и комитетах (в том числе и в Комитете для Церковно-исторического описания Рязанской епархии), был гласным и секретарем земского собрания. В 1877 году он стал одним из основателей «Братства святого Василия Рязанского» и был товарищем председателя братства.
Умер 6 (18) февраля 1883 года и был погребен в Благовещенском соборе г. Ряжска (уничтожен в 1930-х гг.).
В числе наград В. И. Гаретовского были: золотой наперсный крест от Святейшего Синода, золотой наперсный крест с украшениями, орден Св. Анны 2-й и 3-й ст., Св. Владимира 4-й ст.

## Память
- В 2006 на здании Ряжского краеведческого музея в память о В. И. Гаретовском установлена мемориальная доска[2].
- В память о протоиерее Василии Гаретовском в 2008 году была учреждена особая медаль «Василий Иванович Гаретовский»[3].

## Сочинения
- «Свод Четвероевангелия»
- Учение о назначении человека в смысле рациональной телеологии. — [Рязань]. — [217] с.
- Метафизика. — [Рязань]. — 156 с.[4]
- «Программа преподавания Закона Божия».